# Alex Wolf
Alexander David "Alex" Wolf, född 19 april 1997 i Anaheim i Kalifornien, är en amerikansk vattenpolomålvakt. Han ingick i USA:s herrlandslag i vattenpolo i olympiska sommarspelen 2020 där USA slutade på sjätte plats.
Efter skoltiden vid Huntington Beach High School studerade Wolf vid University of California, Los Angeles där han var målvakt för UCLA Bruins. Han ingick i det amerikanska laget som tog guld vid panamerikanska spelen 2019.